# (37912) 1998 FG90
1998 FG90 (asteroide 37912) é um asteroide da cintura principal. Possui uma excentricidade de 0.11401520 e uma inclinação de 4.53189º.
Este asteroide foi descoberto no dia 24 de março de 1998 por LINEAR em Socorro.